# Свети Георги (Созопол)
Вижте пояснителната страница за други значения на Свети Георги.
„Свети Георги“ е възрожденска българска църква в град Созопол, област Бургас.

## История и архитектура
Църквата се намира в старата част на град Созопол. Църквата е била катедрала на Созополската епархия. В нея се съхраняват ценни икони от втората половина на ХІХ век. В църквата се намират частици от мощите на Свети Йоан Кръстител, намерени на остров Свети Иван, както и други християнски реликви – частица от Светия кръст и част от мощите на Свети Андрей Първозвани.
Сградата е трикорабна едноапсидна псевдобазилика. Построена е през 1860 г. на мястото на стара базилика. Храмът е бил преустрояван и ремонтиран няколко пъти. В сегашния си вид е след последната реконструкция от 1991 г.
Църквата празнува на 6 май.